# Nikos Kazantzakis
Nikos Kazantzakis (født 18. februar 1883  i Heraklion på Kreta, død 26. oktober 1957) var en græsk forfatter. Hans produktion er meget stor; men i Danmark kendes han stort set kun for en håndfuld romaner.

## Biografi
Kreta tilhørte stadigvæk Det Osmanniske rige, da Kazantzakis blev født. Hans efternavn er afledet af det tyrkiske ord Kazancı, som i Kazantzidis. Kazan betyder gryde på tyrkisk, og -cı er et suffiks. Kazancı betyder "en, der fremstiller, reparerer og sælger gryder".
Kazantzakis studerede jura ved Athens universitet, før han i 1907 tog til Paris for at studere filosofi. Her blev han stærkt påvirket af professor Henri Bergson.
Efter at være vendt hjem til Grækenland, begyndte han at oversætte filosofiske skrifter til græsk. I 1914 mødte han Angelos Sikelianos. I to år rejste de rundt til områder, hvor den kristne, græsk-ortodokse kultur blomstrede, og Kazantzakis blev stærkt påvirket af Sikelianos' entusiastiske nationalisme.
Kazantzakis giftede sig med Galatea Alexiou i 1911, men ægteskabet varede kun til 1926, da de blev skilt. Han giftede sig på nyt med Eleni Samiou i 1945. Fra 1922 til sin død i 1957 boede han mange steder, i Paris og Berlin fra 1922 til 1924, Italien, Rusland i 1925, Spanien i 1932, og senere Cypern, Aigina, Egypten, Sinaibjerget, Tjekkoslovakiet, Nice, Antibes, Kina og Japan.
I et politisk eksplosivt Berlin opdagede Kazantzakis kommunismen, og blev en beundrer af Lenin. Han blev aldrig nogen gennemført kommunist, men besøgte Sovjetunionen, hvor han boede hos venstreoppositionspolitikeren, forfatteren og skribenten Victor Serge. Han blev vidne til Josef Stalins vej til magten, og tabte troen på den sovjetiske kommunisme. Omkring den tid blev hans tidligere nationalistiske holdning gradvis erstattet af en mere universel ideologi.
Han blev i 1945 leder for et lille græsk ikke-kommunistisk venstreparti, og tog sæde i den græske regering som minister uden portefølje, men tog afsked allerede det følgende år.
I 1946 anbefalede det græske forfatterforbund, at Kazantzakis og Sikelianos blev nomineret til Nobelprisen i litteratur. Men i 1957 var det Albert Camus, der fik prisen med én stemmes overvægt. Camus udtalte senere, at Kazantzakis havde fortjent den ære "hundrede gange mere" end han selv.
Selv om Kazantzakis led af leukemi, tog han i 1957 på en sidste rejse til Kina og Japan. Han blev syg på flyturen tilbage, og overført til Freiburg i Tyskland, hvor han døde. Han ligger begravet ved muren, der omgiver Heraklion, fordi den ortodokse kirke nægtede ham begravelse på en kirkegård. På hans gravsten står ordene: "Jeg håber intet. Jeg frygter intet- Jeg er fri." (Δεν ελπίζω τίποτα. Δε φοβούμαι τίποτα. Είμαι λέφτερος.)

## Kazantzakis og Zorbás
I Spil for mig Zorbas fortæller Kazantzakis om sit venskab med Giorgos Zorbás, som han i romanen gav fornavnet Alexis. I bogen mødes de to på en havneknejpe i Piræus og rejser sammen til Kreta for at drive en mine. I virkeligheden mødtes de to i munkerepublikken Athos på Chalkidiki-halvøen i 1915, da Kazantzakis forhandlede med munkene om tømmer fra deres skov.  Zorbás (1869-1942) var blevet enkemand i 1909, og deltog derefter i Den græsk-tyrkiske krig 1919-1922. Krigshandlinger han havde været involveret i, fik ham til at følge i sin fars fodspor og gå i kloster. Men så mødte han den seksten år yngre, nyuddannede jurist Kazantzakis, der sammen med nogle partnere havde sikret sig rettighederne til en brunkulmine ved den lille by Stoupa  på Peloponnes. Den erfarne minearbejder Zorbás sagde ja til at drive minen, og rejste til Stoupa med fem af sine børn. Hans ældste datter, Andronikí, så efter sine søskende og passede hus for Kazantzakis. 
Minedriften pågik kun nogle få måneder i 1917. Kazantzakis' enke Eleni skrev senere om "den berømte brunkulmine, som slet ikke lå på Kreta, men det sydlige Peloponnes nær en pragtfuld bugt med fint sand og små ferskvandsopkommer i søen og på stranden", hvor "gederne gravede i sandet med klovene for at få vandet til at strømme ud." Da Kazantzakis skrev sin roman mange år senere, tog han sig store digteriske friheder, og den store finale, hvor Zorbás' transportsystem af tømmerstokke raser sammen på vej ned til minen, er ren digtning. I virkeligheden gik minen i al stilhed konkurs, fordi fundet og brunkullets kvalitet var for ringe. Kazantzakis og de andre investorer tabte store beløb, og Kazantzakis rejste til Schweiz, mens Zorbás tog arbejde i en anden mine. Men allerede i 1919 mødtes de igen, da statsminister Venizelos udnævnte Kazantzakis til minister med den opgave at hjælpe 150.000 græske flygtninge fra Kaukasus, som ikke kunne eller ville blive boende dér efter bolsjevikkernes magtovertagelse. Kazantzakis skrev til Zorbás og bad ham om at rejse med til Rusland: "Hvis du ikke kommer, rejser jeg heller ikke. Hvis du kommer, rejser jeg også." Langt senere skrev han: "Hvis jeg skulle nævne, hvilke mennesker, som har sat de dybeste spor i min sjæl, måtte det blive Homer, Buddha, Nietzsche, Bergson og Zorbás...Zorbás lærte mig at elske livet og ikke frygte døden...Når jeg tænker på, hvilken næring bøger og lærere fodrede mig med i så mange år, i et forsøg på at tilfredsstille en hungrende sjæl, og på det, Zorbás lærte mig i løbet af nogle få måneder, finder jeg det svært at overvinde min bitterhed og indignation...dansene, han dansede for mig, santouri'en han spillede for mig...Vi vidste begge udmærket godt, at minedriften kun var et skalkeskjul mod omverdenen." 
Zorbás efterlod sin familie hos venner i Messenien og rejste sammen med Kazantzakis rundt i Rusland, Thrakien og Makedonien for at overvåge udplaceringen af flygtningene. Han fandt dog også tid til andet, og da Andronikí opsøgte sin far i Athen efter hans hjemkomst, var han flov for at møde hende, fordi han var vendt hjem med tre russiske samleversker. Datteren kendte sin far for godt til andet end at more sig. Senere rejste Zorbás til Serbien, og i 30'erne tjente han vistnok godt i en mine ved Skopje; men under anden verdenskrig blev minen til hans forargelse konfiskeret af tyskerne. Han genså aldrig Kazantzakis, men de to brevvekslede livet ud. På sit dødsleje dikterede den 73-årige Zorbás et brev til Kazantzakis: "Kom der en præst og ville omvende mig og give mig den sidste olie, så bed ham forsvinde – lad ham forbande mig! Jeg har gjort et og andet i løbet af livet, alligevel nåede jeg så lidt. Folk som mig burde leve i tusinde år. God nat!" 
Da Kazantzakis lå på sit dødsleje, fik han et brev fra Andreas, Zorbás' ældste søn, der var oberst i den græske hær og følte sig chikaneret af forfatteren: "Vor far var ikke den omflakkende drukkenbolt, den skøre landstryger, den gambler, De har skildret ham som. Herved spørger jeg Dem: Hvordan har De tænkt at genoprette vor families ære?" I 1997 oplyste græske aviser, at man i Nordmakedonien havde fundet Giorgos Zorbás' grav. Opdagelsen blev fejret med en koncert af Mikis Theodorakis i Skopje. 
Da Kazantzakis havde lagt bogens handling til Kreta, blev filmen også indspillet der, på Akrotiri-halvøen udenfor Chania, og med Anthony Quinn i rollen som Zorbás. 